# Bahá'ís historia
Bahá'í-trons historia börjar med en shia-muslimsk sekts sökande efter "den utlovade", som de till slut fann i profeten Báb. Efter Bábs död 1850 blev Bahá'u'lláh den ledande gestalten, och en ny religion – Bahá'í – med egna heliga skrifter, helgdagar och "bud" börjar framträda. Efter Bahá'u'lláh ansvarar 'Abdu'l-Bahá och Shoghi Effendi för trons konsolidering och spridning. Från år 1963 är det en vald församling – Universella Rättvisans Hus – som är Bahá'í-trons högsta organ.

## Báb
I början av 1800-talet framträdde bland imamiterna (tolvshiiterna) i det shiamuslimska samfundet i nuvarande Iran och Irak det messianska Shaykhi-sällskapet. Shaykhi var en av flera grupper som väntade sig det snara framträdandet av Mahdi eller Qáim (Han som reser sig) – återkomsten av den sedan år 869 försvunne tolfte imamen. Enligt denna tro är Mahdi inte försvunnen, utan snarare dold för människornas sinnen av Gud, en lära som kallas ockultationen. al-Mahdi förväntas återkomma, eventuellt tillsammans med Jesus, för att fullfölja sina löften att bringa rättvisa och fred till världen. Shaykhierna övergav bokstavstolkningen av Koranen och de övriga religiösa skrifterna när det gällde Mahdi och tillämpade i stället en symbolisk tolkning. De hade även en symbolisk syn på återuppståndelsen, yttersta domen och andra religiösa fenomen, och spred sin tro genom undervisning. Den symboliska synen på Koranen, Bibeln och andra religiösa skrifter lever kvar idag i bahá'í-tron. 
Den som grundade bábí-tron var en ung köpman, Sayyid 'Ali Muhammad, bosatt i Shiraz. Han kan eventuellt ha fått kvalificerad undervisning av shaykhi-ledaren Siyyid Kazim under en längre vistelse i den heliga staden Karbala år 1839 eller 1840. Drygt två timmar efter solnedgången den 22 maj 1844, i sitt hem i Shiraz i Iran, tillkännagav Sayyid 'Ali Muhammad för en lärd shaykhi, Mulla Husayn, att han var "Den utlovade" samt porten till en ny, lysande andlig era. Sayyid 'Ali Muhammad antog titeln Báb (al-Báb) som betyder just "Porten". Till en början ska Báb ha beskrivit sig som en port till Mahdi och Messias snara ankomst och därigenom till en helt ny världsordning, men han identifierade i själva verket sig själv med Mahdi. "Jag är. Jag är, jag är den Utlovade, den vars namn ni under tusen år har åkallat, den vid vars omnämnande ni har stigit upp, den vars ankomst ni har längtat att få bevittna och den vars uppenbarelses timme ni har bett Gud att påskynda. Sannerligen säger jag eder: det åligger folken i både öst och väst att hörsamma mina ord och att förbinda sig i tro till min person", sade Báb när han förhördes av en mäktig religiös och politisk församling i staden Tabriz.  Denna identifikation var symbolisk och sammankopplades med det nya begreppet gudsmanifestation – ett ord som endast till en del är identiskt med ordet profet, och som både Báb och hans efterföljare Bahá'u'lláh och 'Abdu'l-Bahá fick svårigheter med att förklara för omvärlden. Bábs läror om hur rättvisa, fred och internationalism skulle leda fram till mänsklighetens enhet spreds emellertid mycket snabbt, inte minst för att majoriteten av shaykhi-anhängarna anslöt sig. Den snabba tillväxten av bábísmen framkallade ett starkt motstånd från prästerskapet och myndigheterna. Tiotusentals bábíer led martyrdöden och Báb satt fängslad från april 1847 fram till sin martyrdöd genom arkebusering den 9 juli 1850.
Bahá'í-tron framställer gärna Báb som varande enbart porten till ytterligare en gudsmanifestation, en långt mer betydelsefull uppenbarare av Guds vilja som skulle grunda en ny religionsepok för hela mänskligheten. Báb kallar denne kommande världsundervisare för Han-som-Gud-skall-uppenbara. i juli 1848 gick emellertid Báb officiellt ut med att han själv var Qa'im ("den som reser sig/framträder" – för shia-muslimer är Qa'im identisk med Mahdi). Offentliggörandet skedde i Tafletten till Mulla Shaykh `Ali Turshizi, `Azim, och där beskriver han dessutom den kommande gudsmanifestationen, Han-som-Gud-skall-uppenbara, som Qayyum (ungefär "självbestående gudomlighet"). Många av Bábs senare verk innehåller avsnitt där shiitiska föreställningar om identiteten på och tidpunkterna för Qa'ims framträdande ges nya tolkningar eller avmytologiseras i ljuset av att Báb själv är Qa'im och Mahdi. Qa'imiyya (ungefär "Qa'im-skap") var också något som Bábs anhängare gav uttryck för att de trodde på, men den aspekten av Bábs anspråk är något som Bahá'u'lláh och senare bahá'íer överhuvudtaget inte sysselsätter sig med.,
Báb konstruerade en solkalender med 19 månader med vardera 19 dagar plus fyra skottdagar. Denna kalender används idag av bahá'í-troende i hela världen. Han förutspådde ett andligt uppvaknande i hela världen och att mänskligheten skulle inse att alla religioner och profeter ursprungligen är identiska. Dessutom ändrade Báb på en rad muslimska lagar som gällt sedan Muhammeds tid: han avskaffade slöjtvånget för kvinnor, han ville mildra straffen för brottslingar och helt ta bort de straff han fann mest barbariska.

## Bahá'u'lláh
Mirzá Husayn 'Ali Nurí (12 nov 1817 – 29 maj 1892), sonen till en förmögen minister i shahens regering, anslöt sig tidigt till bábísmen och fick så småningom namnet Bahá'u'lláh (Guds Härlighet). De fyra sista månaderna 1852 satt Bahá'u'lláh fängslad i ett stinkande underjordiskt fängelse. Där blev han genom flera visioner medveten om sin kallelse som Guds sändebud. När han släpptes fri utvisades han och hans familj till Bagdad, som tillhörde Osmanska riket. Där skrev han flera av de böcker som de baha'i-troende skulle komma att betrakta som heliga: Förborgade Ord, Kitáb-i-Iqán (Visshetens bok), Sju dalar. 
Från mitten av 1850-talet såg bábíerna Bahá'u'lláh som den växande trons självklare ledare, och han utvisades därför till Konstantinopel och Adrianopel. Innan denna förflyttning i april 1863 vistades Bahá'u'lláh i tolv dagar i en trädgård (Ridván) i Bagdads utkant. Där tillkännagav han för blandade åhörarskaror att han var Han-som-Gud-skall-uppenbara, den gudsmanifestation vars ankomst hade förutsagts av Báb. Fyra månader senare, i Adrianopel, offentliggjorde Bahá'u'lláh sin kallelse genom brev/skrifter riktade till härskarna i Persien, Osmanska riket, Ryssland, Preussen, Österrike-Ungern och Storbritannien, samt till påven och andra religiösa ledare. Vid beaktandet av hur olika anspråk framfördes på 1850- och 1860-talet bör man vara medveten om att Báb på den tiden var den stora gudomliga personen bland anhängarna, medan det idag är så att Bahá'u'lláh ses som den över allt överskuggande gudsmanifestationen medan Báb har getts en roll som förelöpare, ungefär som Johannes Döparens i förhållande till Jesus.
Mer än 90 procent av bábíerna erkände Bahá'u'lláhs anspråk och nya grupper av troende strömmade till. Dessa blev kända som bahá'íer och religionen fick namnet Bahá'í. Bahá'u'lláhs offentliggörande av sin ställning ledde till nya intriger mot honom, vilket resulterade i att han blev landsförvisad ännu en gång. I denna sista förvisning, år 1868, sändes Bahá'u'lláh med familj och närmaste följeslagare till en straffkoloni i Osmanska Riket - staden 'Akká i Palestina. Genom Bahá'u'lláhs förvisning till Palestina, nuvarande Israel, kom detta att bli det heliga landet inte bara för judar, kristna, och muslimer, utan också för bahá'íer. 
I nära två år hölls Bahá'u'lláh, hans familj samt ett antal anhängare fängslade i armékaserner, ombyggda till fängelseceller. En av hans söner och ett flertal följeslagare dog. Så småningom lindrades den stränga fångenskapen, och sina sista årtionden i livet fick Bahá'u'lláh bo i en herrgårdsliknande byggnad nära staden. I Palestina sammanställde han sitt kanske viktigaste verk: Kitáb-i-Aqdas. Före sin bortgång 1892 bevittnade Bahá'u'lláh hur hans lära hade spridit sig utanför Persien och det Osmanska imperiet till Kaukasien, Turkistan, Indien, Burma, Egypten och Sudan. 

### Böcker uppenbarade av Bahá'u'lláh
- The Four Valleys (1857 version)
- Bahá'u'lláhs Förborgade Ord (1857; en arabisk och en persisk del)
- Gems of Divine Mysteries (ca 1859)
- Sju Dalar (1860)
- Gems of Divine Mysteries (ca 1859)
- Visshetens bok (1861, delvis på persiska, delvis på arabiska)
- Summons of the Lord of Hosts (ca 1868)
- Tabernacle of Unity (ca 1870)
- The Kitáb-i-Aqdas /The Most Holy Book (Completed 1873)
- Tablets of Bahá’u’lláh Revealed After the Kitáb-i-Aqdas (written until 1892)
- Epistle to the Son of the Wolf (ca 1890)
- Axplock från Bahá'u'lláhs Skrifter (sammanställning av Bahá'u'lláhs skrifter mellan 1853 och 1892 gjord av Shoghi Effendi)

## 'Abdu'l-Bahá

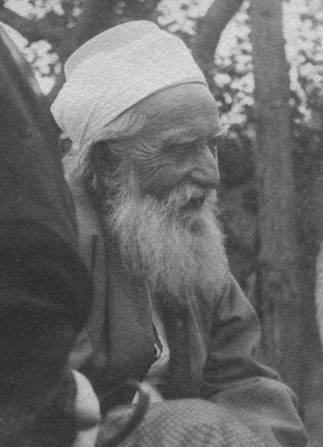
'Abdu'l-Bahá på besök i London 1912.

Abbas Effendi sägs ha fötts samma natt 1844 som religionsstiftaren Báb för första gången förkunnade sitt religiösa budskap i Shiraz, om en "ny era för mänskligheten", men detta är inte säkerställt. Bahá'u'lláh gav honom namn som "Mästaren", "Den största grenen" eller "Det sanna exemplet". Själv föredrog han att kalla sig 'Abdu'l-Bahá, vilket betyder "Härlighetens tjänare". När `Abdu'l-Bahá som åttaåring träffade sin far i fängelset, sägs han genom en ingivelse ha förstått att Bahá'u'lláh var den utlovade Guds budbärare för vår tid. Därmed inleddes `Abdu'l-Bahás fyrtioåriga religiösa karriär, kantad av prövningar, förföljelser, landsförvisning och fångenskap. Han fanns alltid vid sin fars sida. 
Under Bahá'u'lláhs och hans familjs förvisning till Adrianopel blev Abbas Effendi känd som "Mästaren". I fängelsestaden Akko kom en mängd sökare och troende för att träffa Bahá'u'lláh, och då tog `Abdu'l-Bahá emot besökarna. De som han kunde bedöma som äkta sanningssökare fick tillstånd att träffa hans far. Vid Bahá'u'lláhs bortgång, år 1892, var det `Abdu'l-Bahá som i sin fars testamente utsetts til "förbundets mittpunkt", "trons sanna exempel" och "lärans enda tolkare". Hans ord skulle därmed ha samma gilgithet som Bahá'u'lláhs egna ord. Bahá'u'lláhs testamente innebar även att de som deklarerat eller skulle komma att deklarera sin tro på Bahá'u'lláh även ingått ett förbund inom ramen för bahá'í-tron och därför måste följa den person som Bahá'u'lláh i sitt testamente utsåg till sin efterföljare, och därefter den som 'Abdu'l-Bahá skulle komma att utse till sin efterträdare, etc. `Abdu'l-Bahá förklarade och utbredde sin fars lära, och `Abdu'l-Bahás brev, tal, texter och skrifter utgör en stor del av bahá'í-skrifterna.
Efter ungturkarnas revolution 1908 utlystes amnesti för religiösa och politiska fångar. 'Abdu'l-Bahá blev fri att resa vart han ville och att bosätta sig där han önskade, utom möjligen i Iran där man inte skulle ha släppt in honom. Han fick dock inte försöka omvända människor till bahá'í-tron i Palestina (och samma regel gäller för övrigt även i dagens Israel). Åren 1910 - 1913, gav han sig iväg för att föra budskapet om den nya dagen till västvärlden. Egypten, London, Paris, Stuttgart, Wien och Budapest var städer i Europa som han besökte. Han varnade för det stora krig som han kunde se snart skulle kunna bryta ut i Europa. Nästan 70 år gammal, reslig (186 cm) och med långt vitt skägg, reste han till USA och Kanada. 
Denna andra delen av ’Abdu’l-Bahá’s resor till Väst började den 25e Mars 1912 med resan från Alexandria i Egypten till Neapel med ångfartyget RMS Cedric. Amerikanska bahá'íer önskade att ’Abdu’l-Bahá skulle lämna Cedric i Neapel och fortsätta resan till USA med den betydligt snabbare RMS Titanic från England, och hade för detta ändamål skickat tusentals dollar. ’Abdu’l-Bahá valde dock att pengarna skulle lämnas till välgörenhet och att fortsätta resan till USA med RMS Cedric med orden ””Nej, vi åker direkt, och litar på den Välsignade Skönhetens [Bahá'u'lláh] Bistånd och Beskydd. Han är den sanna Beskyddaren …””. 
'Abdu'l-Bahá anlände med RMS Cedric i New York den 11 april, 4 dagar innan RMS Titanic förliste utanför Newfoundland. Månader senare träffade han en av dem som överlevde katastrofen: ””Jag har hörd”, sade hon, ”att du rådade att inte åka med det där skeppet”. Mästaren svarade bekräftande. Hon frågade, ”Visste du att detta skulle ske?” Mästaren sade ”Gud inspirerar människans hjärta”.”
Hans tal från de många framträdanden som han gjorde under sin åtta månaders rundresa i USA till 39 städer, upptecknades och finns samlade i ett stort verk med titeln Promulgation for Universal Peace. 'Abdu'l-Bahá stödde kvinnorörelsen, som då var i sin linda, i dess kamp för att kvinnor skulle få samma rättigheter och möjligheter som män. Han träffade ledande representanter för den internationella fredsrörelsen, däribland mottagaren av Nobels fredspris, Bertha von Suttner, i president Theodore Roosevelt, författaren och nobelpristagaren Rabindranath Tagore och telefonens uppfinnare Graham Bell samt representanter från alla religioner och sökare från de nya andliga strömningar som svepte genom Västvärlden. Vid en lunch för flera hundra personer på ett stort hotell i Washington DC väckte han stort uppseende genom att bjuda in en afroamerikan som sin hedersgäst, något som i rassegregationens USA år 1912 annars ansågs helt otänkbart.
Under 'Abdu'l-Bahás ledning bildades bahá'í-grupper i Europa, Nordafrika, Fjärran östern, Australien, USA och Kanada. På den tiden skickade konvertiter ifyllda kort till bahá'í-kontoret i Haifa. Under kriget 1914-1918 kunde han försörja Palestinas hjälplösa folk tack vare de kloka förberedelser han hade vidtagit för att skydda spannmålen från turkarnas förstörelse och att förse general Allenby med livsmedel och förnödenheter till hans armé när den slutligen erövrade Heliga landet. 'Abdu'l-Bahá adlades efter Första världskriget för sina insatser. 'Abdu'l-Bahá gick bort den 28 november 1921. 'Abdu'l-Bahá utnämnde i sitt testamente sin äldste dotterson, Shoghi Effendi Rabbani (1896 – 1957), till sin efterträdare, Beskyddare av Saken samt till bemyndigad uttolkare av Bahá'u'lláh.

## Shoghi Effendi

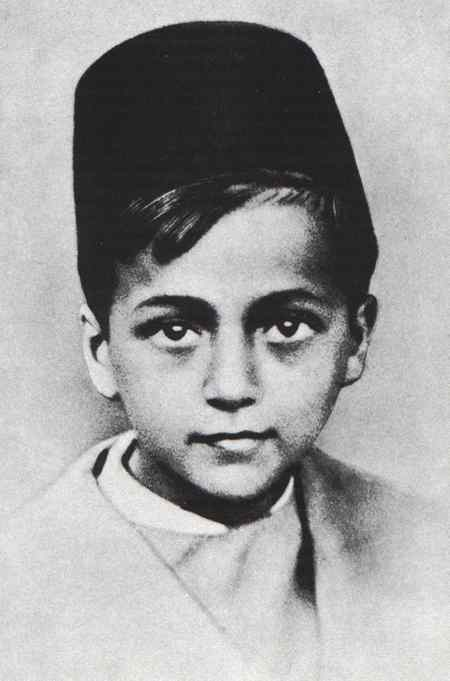
Shoghi Effendi omkring sekelskiftet 1900.

Shoghi Effendi Rabbání föddes i Akko (Acre) som Shoghi Rabbáni, strax norr om Haifa i den dåvarande osmanska provinsen Palestina den 1 mars 1897. Han var genom sin far, Mírzá Hádí Shírází, släkt med Báb och genom sin mor, Ḍíyá'íyyih Khánum ('Abdu'l-Bahás eller 'Abbas Effendis äldsta dotter) och därmed sondotterson till bahá'í-trons grundare Bahá'u'lláh. Det var 'Abdu'l-Bahá som höll i Effendis första utbildning från det att han var 4 - 5 år. Shoghi Effendi lärde sig bl.a. samtliga bahá'í-böner utantill och brukade mässa dem för morfadern 'Abdu'l-Bahá.
'Abdu'l-Bahá förbjöd på grund av "det tysta kriget" – släktingars ansträngningar att överta kontrollen över den unga bahá'í-religionen – Shoghi att dricka kaffe eller te när han besökte andra bahá'íer, oavsett vilka de var. 'Abdu'l-Bahá var rädd för att hans unge släkting skulle förgiftas. Shoghi Effendi var äldste son till Díyá'í'iyyih Khánum, 'Abdu'l-Bahás äldsta dotter. Hans far, Mírzá Hádí, var släkt med Báb (dock inte en ättling, eftersom Bábs enda barn dog som baby). Shoghi Effendi var 25 år och studerade vid Balliol College i Oxford när morfadern gick bort den 28 november 1921. Tillkännagivandet om hans förordnande gjordes i 'Abdu'l-Bahás testamente, skrivet på ett sätt som inte har mycket gemensamt med det tydliga myndighetsspråk som vi har norra Europa idag:
| ” | O mina tillgivna vänner! Efter denne förorättades bortgång åligger det det heliga lotusträdets grenar (Aghsan), dess kvistar (Afnān), Guds saks händer (pelarna) och Abhá-Skönhetens älskade att vända sig till Shoghi Effendi — den unga gren, som växt ut från de båda helgade och välsignade lotusträden och frukten av föreningen mellan de två sidogrenarna på helighetens träd — eftersom han är Guds tecken, den utvalda grenen. Guds saks beskyddare, den som alla Aghsán, Afnán, Guds saks händer och Hans älskade måste vända sig till. Han är Guds ords uttolkare och efter honom skall hans förstfödde ättling i rakt nedstigande led efterträda honom. . | „ |

,
Morfadern, som av sin far Bahá'u'lláh 1892 utsetts till den nya trons uttolkare, ledare och Förbundets medelpunkt, insisterade på att den unge Shoghi skulle lägga till den finare beteckningen "Effendi", som närmast kan översättas som "sir" eller "mister". Shoghi betyder ungefär "en som längtar" och Rabbani "gudomlig(t)". Det var också 'Abdu'l-Bahá som i sitt testamente lanserade beteckningen Beskyddare av Guds sak (Valíyy-i-mru'lláh). Till denna uppgift utsåg han Shoghi Effendi, "den unga grenen" från båda de helgade lotusträden – dvs bahá'í-tron och bábí-tron – och "frukten av föreningen mellan de två sidogrenarna på helighetens träd" – dvs med släktband till både Bahá'u'lláh (Aghsán) och Báb (Afnán). Tanken var att den förste Beskyddaren skulle följas av fler, alla lämpliga manliga ättlingar till Shoghi, var och en utsedd av sin företrädare. Medan Shoghi Effendi ännu var i livet kallades han för trons "förste Beskyddare", eftersom man förväntade sig att ansvaret efter hans död skulle axlas av en "andre Beskyddare", utpekad av Shoghi Effendi i dennes testamente. Shoghi Effendi gav den nya tron organisation och administration. Viktigt i konsolideringsarbetet var även översättningen av bahá'í-litteraturen från arabiska/persiska till engelska.
Under Shoghi Effendis ledning växte bahá'í-samfundet oavbrutet i storlek och dess administrativa system byggdes ut successivt. År 1951hade elva livskraftiga och fungerande nationella andliga råd bildats. Vid den tidpunkten började Shoghi Effendi utbyggnaden av trons institutioner på det internationella planet genom instiftandet av Internationella Bahá'í-rådet, embryot till Universella rättvisans hus, och kort därefter utsågs den första gruppen Guds saks händer. Ditintills hade Shoghi Effendi endast postumt utnämnt vissa framstående bahá'íer till Sakens händer, som en slags hyllning efter deras död.  År 1951 han ansåg han emellertid tiden mogen att inrätta en speciell grupp människor som nära stöd i det fortsatta arbetet. Mellan 1951 och 1957 utnämnde han i snabb följd 32 Sakens händer och utvidgade omfattningen av deras verksamhet. I alla världsdelar tillkom dessutom hjälpråd bestående av troende som förordnats av Guds saks händer, som deras ställföreträdare, medhjälpare och rådgivare. 27 av dessa Händer levde vid tiden för Shoghi Effendis bortgång i en hjärtinfarkt 1957. 
Shoghi Effendi utsåg ingen enskild person som skulle axla ansvaret för tron efter honom, vilket ledde till en kris när han avled plötsligt i hjärtinfarkt 1957. Den unga religionen som enligt föregångarna Bahá'u'lláh och 'Abdu'l-Bahá skulle styras av dels ett valt Internationella rättvisans hus och av en utpekad Beskyddare hade nu ingendera. De s.k. Guds saks händer grep in och ledde bahá'í-tron fram till år 1963, då ett Universella rättvisans hus inrättades som bahá'í-trons högsta organ.
Sedan 1963 har det Internationella bahá'í-samfundet byggt upp en rad institutioner. Universella rättvisans hus i Haifa har ett sekretariat, en forskningsavdelning, en informationsavdelning och andra avdelningar. Ledamöterna av det Internationella undervisningscentret utses av Universella rättvisans hus och fem kontinentala rådgivarnämnder (Afrika, Amerika, Asien, Europa, Oceanien) stödjer sedan 1968 Guds sak i över 200 länder. I varje land finns dessutom hjälpråd med assistenter för att underlätta de kontinentala rådgivarnas arbete.

## Bahá'í-tron i Sverige
Bahá'í-tron i Sverige fick sin början en bit in på 1900-talet, och det var en följd av att av flera svensk-amerikaner som hade träffat 'Abdu'l-Bahá i USA omkring 1912 hade rest till Skandinavien och Sverige för att pionjera (som missionen kallas) eller bara besökt landet helt kort. År 1932 hade vissa översättningar av bahá'í-litteratur gjorts och runt 1947 valdes det första lokala andliga bahá'í-rådet i Sverige (i Stockholm). År 1962 valdes det första nationella andliga rådet i Sverige. I mitten av 1970-talet hade det svenska bahá'í-samfundet cirka 1000 medlemmar och 25 lokala församlingar, men sedan dess har tillströmningen av nya medlemmar avstannat även om samfunden har vässat sin organisation och administration.

## Förföljelser förr och idag
Det finns tyvärr mycket som tyder på att bábí-rörelsen åtminstone till en del var militant under 1840- och 1850-talen. Bábs religiösa väckelserörelse blev även en politisk rörelse för tiotusentals människor som förtryckts av shahens regering och dess korrumperade myndigheter. Detta har inte gått att kontrollera eftersom så många av Bábs skrifter aldrig översatts av bahá'íerna som har merparten av dem i sin ägo i biblioteket vid trons världscentrum i Haifa. Muslimska källor är inte tillförlitliga på grund av att även många muslimska intellektuella bär på en avsky för bahá'í-tron. Det finns många muslimska sajter på Internet, vars enda syfte är att misskreditera bahá'í-tron. Imran Shaykh har en hel portal som heter Bahá'í Awareness. Enligt denna ska Báb i första kapitlet av sin bok Bayan bland annat ha uppmanat sina anhängare att bränna och plundra alla hus som tillhör sådana som inte accepterar bábí-tron. Vidare ska varje konung som tagit till sig bábí-tron bränna alla böcker utom Bayan i sitt kungarike. De muslimska sajternas beskrivningar stämmer dock sällan överens med varandra, vilket är ett tecken på att händelser överdrivits eller hittats på. När det gäller bahá'ís historia är det lättare att få en korrekt bild av historien eftersom det finns talrika bahá'í-källor och forskning förutom de muslimska sajternas beskrivningar. 
Den korrekta bilden tycks vara att vissa bábíer begick övergrepp, bl.a. på grund av att deras ledare, Báb, var fängslad och inte kunde ge instruktioner. Medan 26 juni och 17 juli 1848 samlades många bábíer i Badasht för en konferens om vad tron egentligen innebar och hur Bábs uppenbarelser i Bayan skulle implementeras. En plötslig, genomgripande och dramatisk brytning med det förflutna var grunden, men det var de som kommit till tro som skulle ställa om sig på detta sätt. När det gällde andra människor gällde mission och förklarande brev till högt uppsatta personer. Varje dag under konferensen upphävde de en eller flera av islams lagar. När konferensen var slut blev deltagarna lynchade av omkring 500 personer som väntat på dem utanför byn Niyálá. Bábíerna började nu färdas i större grupper för att kunna försvara sig, och detta leder så småningom fram till belägringen av Shaykh Tabarsí oktober 1948 - maj 1949. Allt fler bábíer samlas där och bygger om stället till et fort. I december 1948 belägras fortet av 12.000 soldater. När det hade snöat och regnat ymnigt gjorde bábíerna under ledning av Quddus ett utfall och lyckades döda 430 soldater. De flesta drunknade när de skulle retirera. Belägringen slutar dock till sist med att soldaterna intar fästningen och dödar hundratals bábíer. Mulla Husayn, Quddus och många andra bábí-ledare dödas. Därefter följde en slakt på bábíer, och när Báb arkebuserades 1850 hade redan 20.000 bábíer dödats, av lynchmobbar, poliser, präster. Ofta fick de veta att de skulle skonas om de avsade sig bábí-tron och återvände till islam, men det var inte många som gjorde det. 
Sedan den islamistiska revolutionen i Iran 1979 har mer än 200 bahá'íer avrättats eller dödats utan ha begått något annat brott än att vara bahá'í-troende. Hundratals fler har fängslats av samma orsak. Tiotusentals har blivit uppsagda från sina arbeten eller nekade att söka lediga arbeten. De iranska myndigheterna har saboterat för bahá'íer som vill driva egna företag, dragit in pensionerna till gamla bahá'íer och, som nämnts, saboterat unga bahá'íers utbildningsmöjligheter. Bahá'í-samfundets organisatoriska struktur med nationella och lokala råd har förbjudits. Heliga platser, reliker och bahá'í-kyrkogårdar har konfiskertas, vandalisertas eller förstörts, däribland Bábs hus och den byggnad Bahá'u'lláh växte upp i. Mycket av de iranska myndigheternas, och vissa privatpersoners, agerande mot bahá'íerna har en obehaglig likhet med de tyska nazisternas agerande mot judarna i Tyskland. Ett hemlig regerings-pm som avslöjades 1993 hade ett innehåll som bevisar att det finns en slutgiltig lösning när det gäller bahá'í-frågan.